# Conector banana

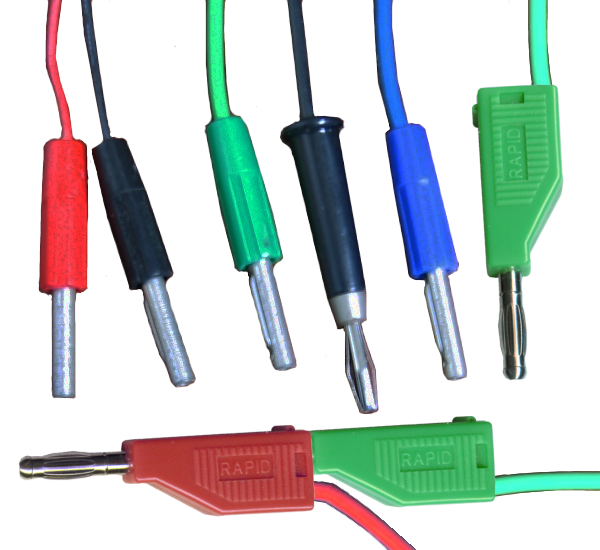
Varios conectores de laboratorio tipo banana de 4mm

Un conector banana, IEC-61010 o conector PL-259 (comúnmente conector banana para el conn. macho, enchufe banana para la hembra) es un conector eléctrico de un solo cable (un conductor eléctrico) que se utiliza para unir cables a equipos. También se utiliza el término conector de 4mm, especialmente en Europa, aunque no todos los conectores tipo banana se acoplan con piezas de 4mm y existen conectores banana de 2mm. Existen varios estilos de contactos tipo banana, todos ellos basados en el concepto de resorte metálico que aplica fuerza hacia afuera en el conector cilíndrico no suspendido para producir un ajuste perfecto con buena conductividad eléctrica. 

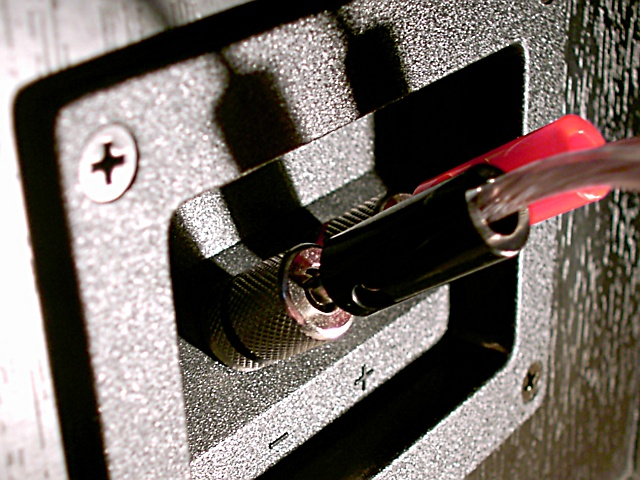
Conectores banana en un altavoz

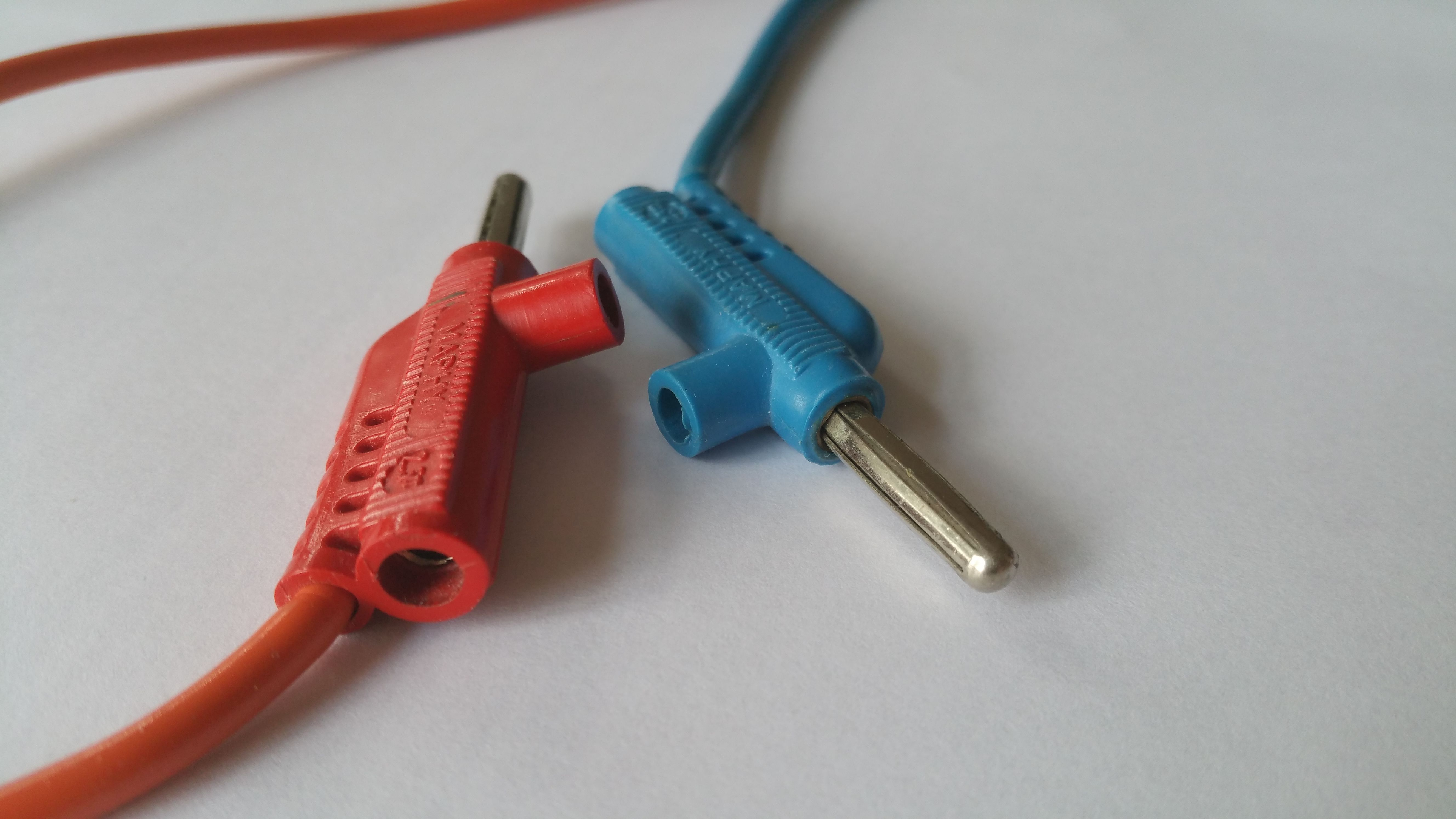
Conectores tipo banana de doble apilamiento, para unión de dos circuitos paralelos adicionales.

Los conectores banana tienen varios usos comunes, entre ellos:
- Fuente de poder en laboratorios de electrónica
- Conectores de Altavoz y otro equipamiento de audio-video
- Conectores compatibles con BNC
- Puntas de multímetro

Los tipos comunes incluyen: un pin sólido dividido longitudinalmente y ligeramente ensanchado, una punta de cuatro ballestas, un cilindro con una sola ballesta en un lado, un haz de alambre rígido, un pasador central rodeado por un cilindro con múltiples ranuras con una bulto, o una simple lámina de metal para resortes enrollada en un cilindro casi completo. Los enchufes se utilizan con frecuencia para terminar cables de conexión para equipos de prueba electrónicos, como unidades de suministro de energía de laboratorio, mientras que los enchufes tipo banana enfundados son comunes en los cables de sonda de multímetro .
Al conector PL-259 también se le ha llamado "conector UHF" por razones históricas: "UHF" fue definido a un rango de frecuencia mayor a VHF, pero los conectores mantuvieron su nombre a pesar de que su rango efectivo es más cercano a VHF y onda corta.

## Historia
La invención del enchufe es reclamada por dos entidades:
1. La empresa Hirschmann afirma que fue inventado por Richard Hirschmann en 1924.[1] En 1929, Richard Hirschmann obtuvo en Alemania una patente para un conector tipo banana mejorado.[2] La patente describe un conector tipo banana que consta únicamente de dos partes. Una ventaja de la invención es que no se necesita un pequeño tornillo para sujetar el cable en su lugar, como en los Bananensteckern (clavijas tipo banana) convencionales.
2. La General Radio Company afirma que introdujo el conector tipo banana en los Estados Unidos en 1924.[3] Varios productos de conector banana (tipo 274) se muestran en un catálogo de septiembre de 1928 [4] y los precios se enumeran en un boletín informativo de julio de 1928.[5]

## Diseño

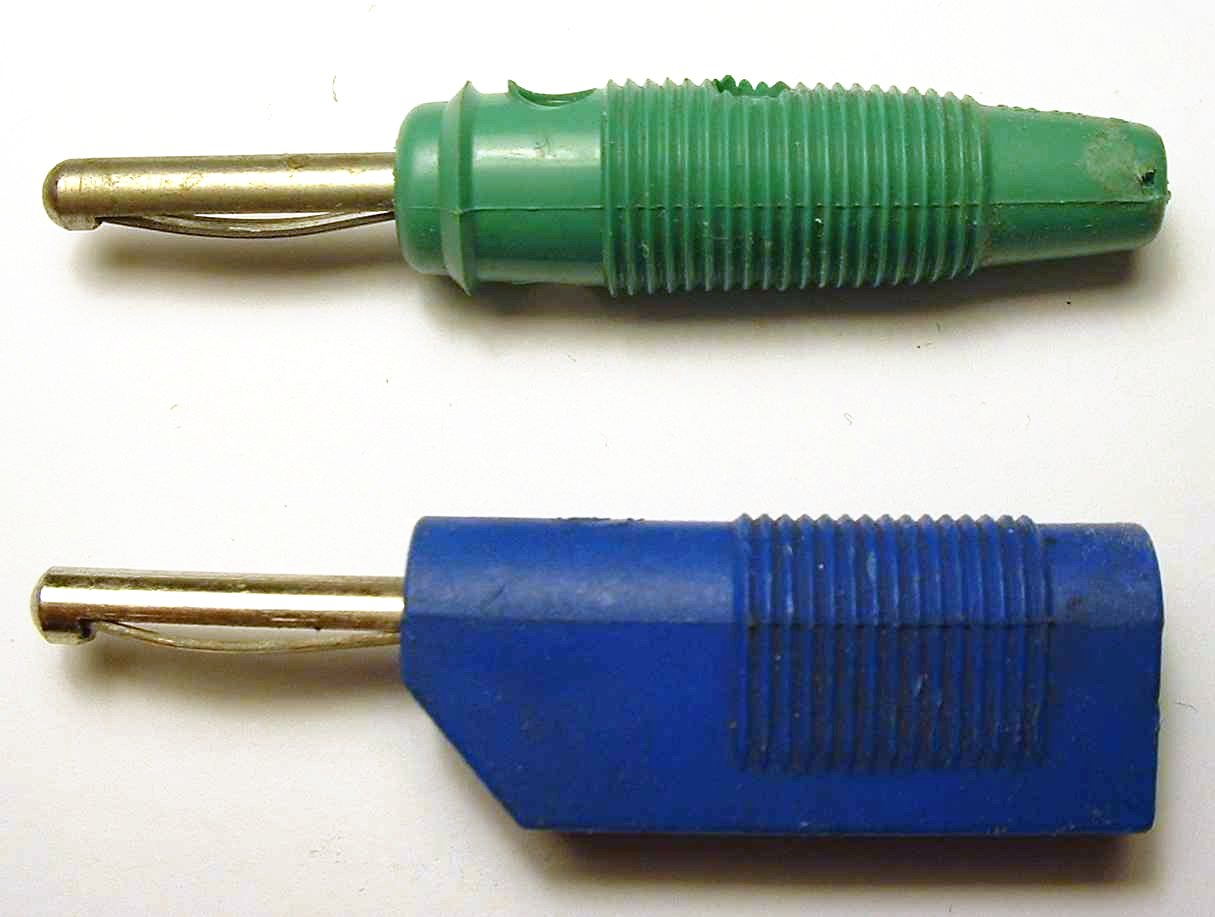
Conectores tipo banana con el resorte curvo visible

El enchufe original consta de un pasador metálico cilíndrico de aproximadamente 20 milímetros (0,8 plg) de largo. Esta longitud de alfiler sigue siendo común en Europa y otras partes del mundo. Sin embargo, han surgido otros tamaños, como pines de 15 milímetros (0,6 plg), que comúnmente se pueden encontrar en los EE. UU. Otras longitudes entre 11 milímetros (0,4 plg) y 25 milímetros (1 plg) son menos comunes.
El diámetro del pasador es nominalmente 4 milímetros (0,2 plg). El pasador tiene uno o más resortes longitudinales que sobresalen ligeramente hacia afuera, dando la apariencia de un plátano. Teniendo en cuenta los resortes, el diámetro real de un conector tipo banana suele ser un poco mayor que 4 mm cuando no está enchufado. 
Cuando se inserta en un a toma correspondiente, los resortes presionan contra los lados del casquillo, mejorando el contacto eléctrico y evitando que el pasador se caiga. El diseño del resorte evita el fretting. El otro extremo del enchufe tiene un receptor de orejeta al que se puede conectar un tramo de cable de equipo aislado flexible, que puede atornillar, soldar o engarzar en su lugar. 
En los conectores tipo banana para uso en laboratorio, generalmente se coloca una cubierta de plástico aislante sobre este extremo posterior del conector, mientras que los conectores tipo banana para conexiones de altavoces suelen utilizar cuerpos metálicos sin aislamiento.
La parte trasera de un enchufe banana suele tener un conector perforado, ya sea transversal o axialmente, o ambos, para recibir el pasador de otro enchufe. A este tipo se llama enchufe apilable.
Para uso de alto voltaje, se utilizan versiones enfundadas del conector tipo banana y del zócalo. Estos añaden una funda aislante alrededor de los conectores macho y hembra para evitar el contacto accidental. El enchufe macho con funda no funcionará con un enchufe hembra sin funda, pero un enchufe macho sin funda encajará en un enchufe hembra con funda.
Los enchufes y tomas tipo banana individuales suelen estar codificados por colores rojo y negro, pero están disponibles en una amplia variedad de colores. Los enchufes tipo banana dobles suelen ser negros con alguna característica física, como una cresta moldeada o una lengüeta gruesa, marcada como "Gnd" para indicar la polaridad relativa de los dos enchufes.
Además de conectarse a conectores tipo banana específicos, los conectores tipo banana se pueden conectar a postes de unión de "cinco vías" o "universales".

## Enchufes derivados

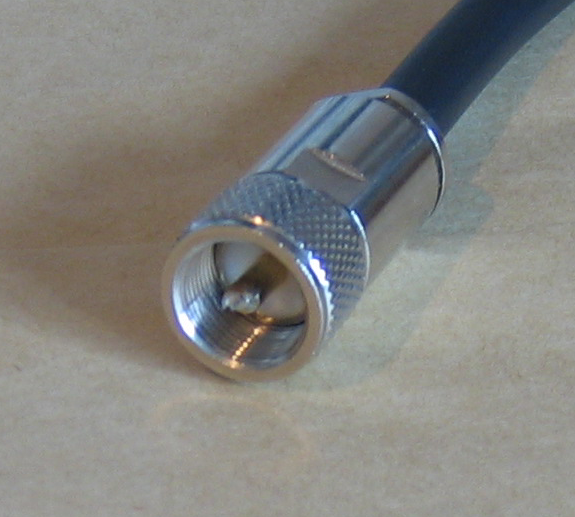
Enchufe PL-259 (macho). El enchufe interior es un enchufe tipo banana, sin las ranuras laterales.

El enchufe PL-259 se utiliza ampliamente como conector de cable de alta frecuencia como es una forma blindada de un 4 conector banana de mm.

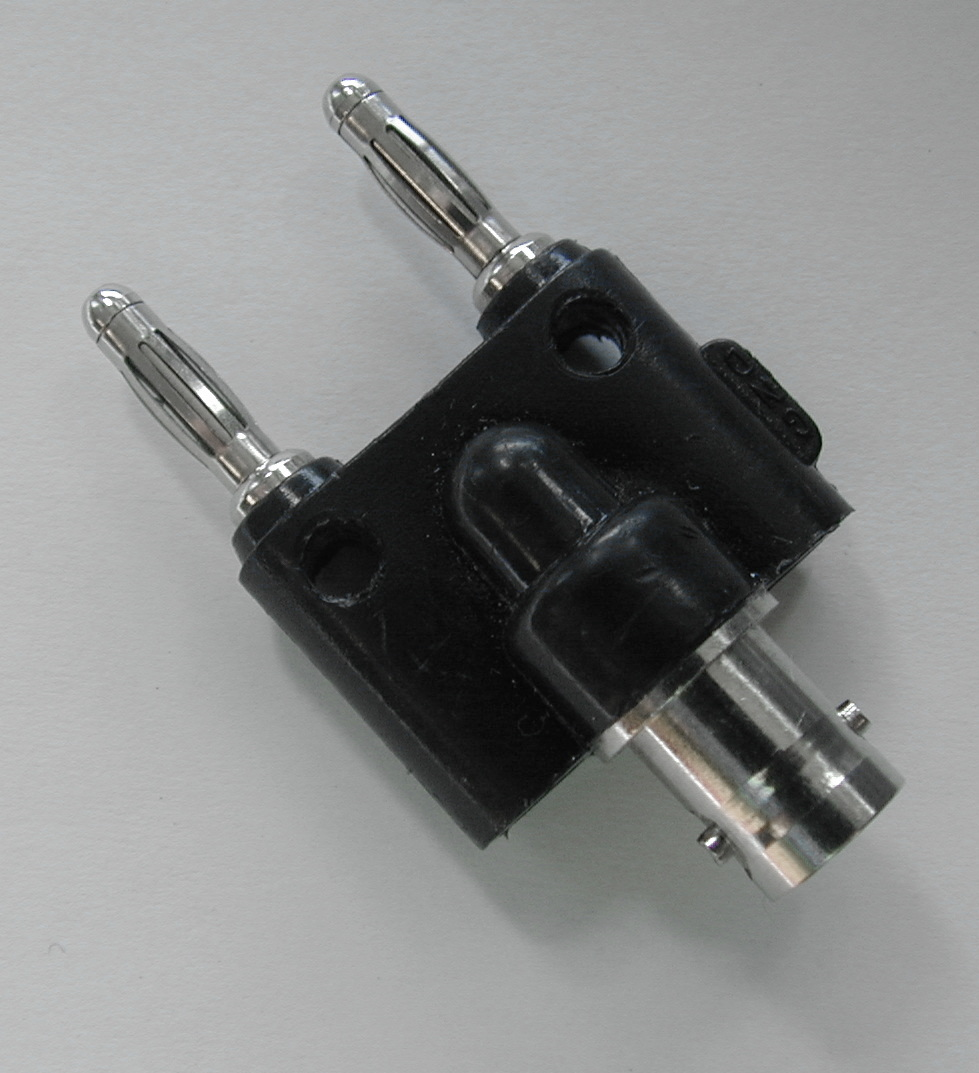
Adaptador entre un conector BNC hembra y un par de clavijas tipo banana

Varios enchufes ampliamente utilizados se basan en la combinación de dos o más enchufes tipo banana en una carcasa de plástico común y otras características para facilitar su uso y evitar la inserción accidental en otros enchufes similares. Muchos de estos enchufes se derivan del enchufe "doble banana", que consiste simplemente en dos enchufes tipo banana espaciados a 3/4 de pulgada (19,1 mm) de separación (medidos de centro a centro de cada enchufe individual). El espaciado en 3⁄4 de pulgadas se originó en los equipos de prueba de General Radio durante la década de 1920, y su enchufe doble tipo 274-M es un ejemplo notable de ese período.
La carcasa puede permitir la conexión de cables individuales, un cable coaxial conectado permanentemente que proporcione señal y tierra, o un conector coaxial como el conector BNC que se muestra en la foto. Convencionalmente, la pestaña ubicada en un lado del conector tipo banana doble indica el lado de tierra, carcasa o negativo (referencia) del conector.

## Conectores tipo banana en miniatura

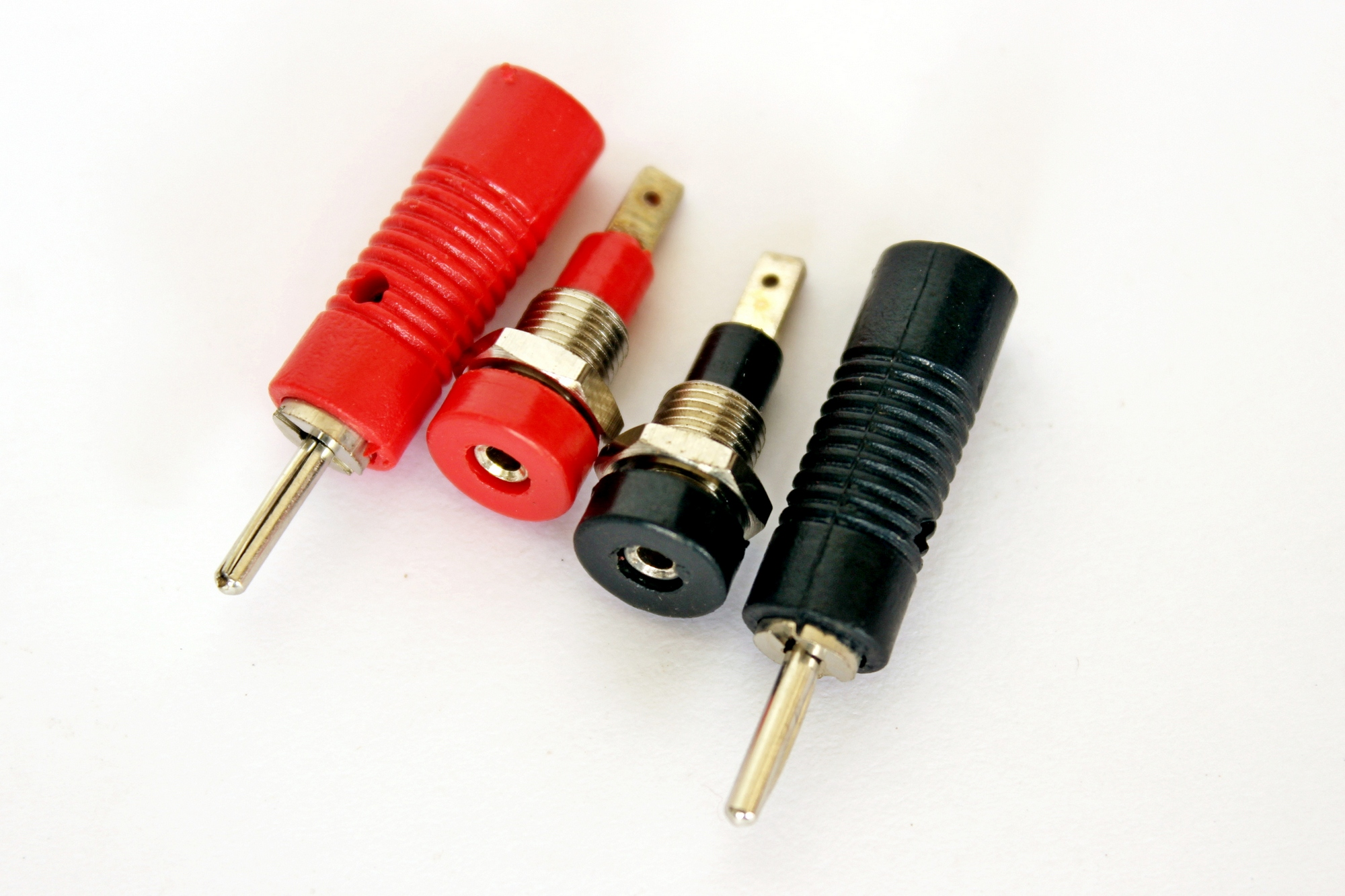
Conector banana jack: par 2 macho-hembra milímetros

Se han introducido varias versiones en miniatura del conector banana. Un tipo es 2,6 mm de diámetro y aproximadamente un tercio de la longitud del conector estándar, y se utiliza comúnmente en aplicaciones de modelos ferroviarios . Estos son sustancialmente más frágiles que los conectores más grandes. Generalmente hay varios conectores tipo banana en miniatura espaciados a Centros de media pulgada. Otro tipo miniatura es el conector banana de mm, que por lo demás es idéntico al de 4mm, incluidos los distintos estilos de contactos de enchufe y disponibilidad de versiones encapsuladas para aplicaciones de alto voltaje.

## Pines con punta de pasador
Un diseño estrechamente relacionado pero diferente es el llamado "conector de punta de clavija" y el "conector de punta de clavija" correspondiente. Su diseño de enchufe se asemeja al conector banana pero sin el resorte en el pin macho; en cambio, depende de la acción del resorte en el conector hembra o de tolerancias estrictamente maquinadas para garantizar un buen contacto. El diámetro del pasador macho es 2 milímetros (0 plg). El diseño del enchufe con punta de clavija se utilizó cuando se deseaba la máxima densidad de conectores (como en los tableros de clavijas) o cuando se necesitaba un conector muy compacto.[cita requerida]

## Seguridad Eléctrica

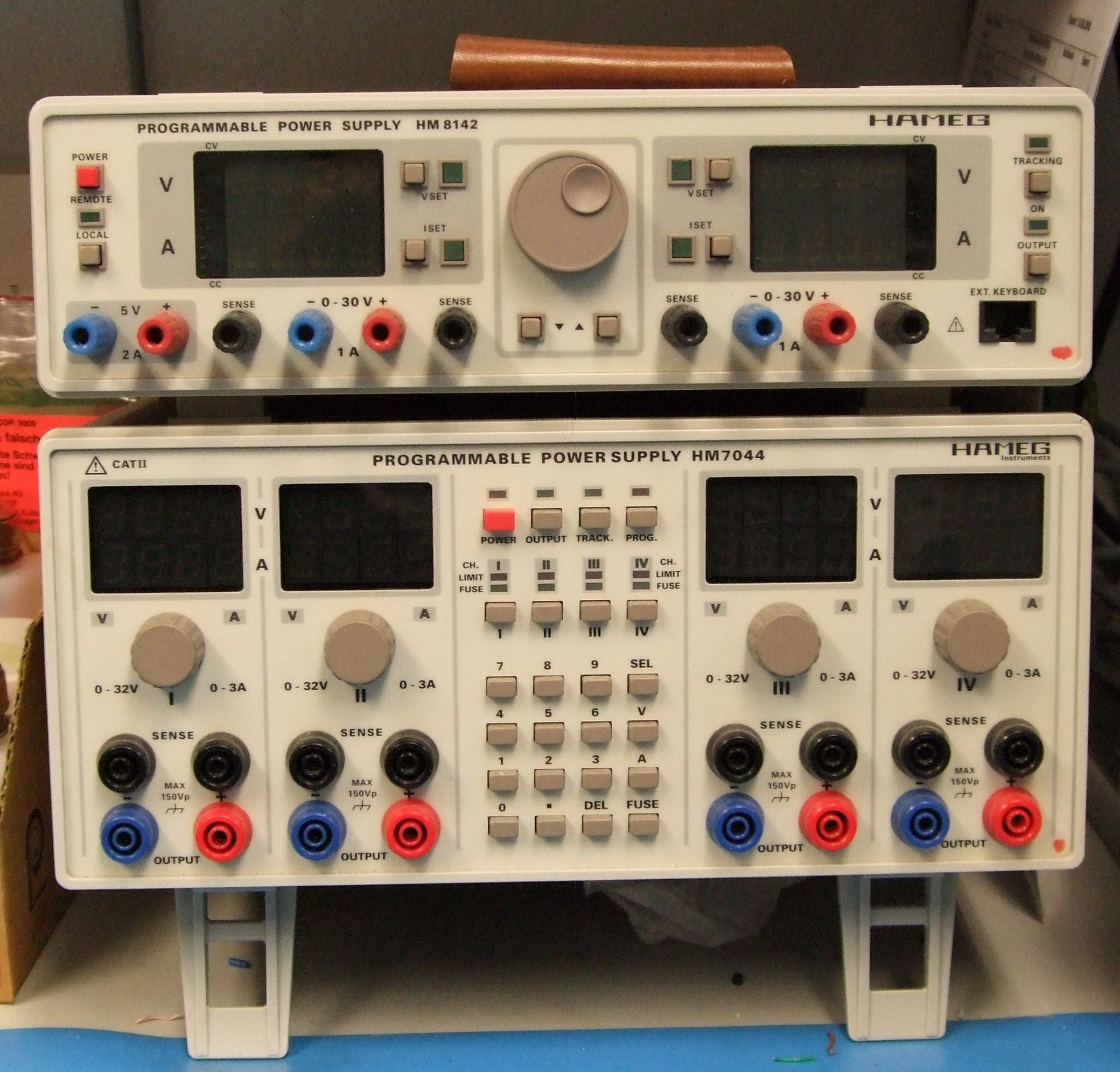
Dos fuentes de alimentación programables Hameg : la fuente superior tiene conectores banana de tipo tornillo, mientras que la fuente inferior tiene conectores tipo banana de seguridad

Los cables y enchufes tipo banana de calidad suelen tener una clasificación de 30 Voltios a los 15 Ampere. Los cables más baratos pueden tener una o más desventajas: enchufes de menor calidad, alambre de menor diámetro, menor número de hilos, aislamiento más delgado o aislamiento de menor calidad. Los conectores tipo banana sin funda no suelen estar clasificados para tensión de red.
Una de las razones por las que los conectores banana no están clasificados para uso en la red eléctrica es que un enchufe o toma de corriente expuesto puede presentar un riesgo de descarga eléctrica si se conecta a una fuente energizada. Un enchufe que se inserta sólo parcialmente en un conector jack también puede presentar un riesgo de contacto accidental, porque la superficie conductora del enchufe no quedará completamente cubierta. Esto puede suceder especialmente si un enchufe de 1,5 mm de largo se inserta en una toma diseñada sólo para 2,0 mm de largo. Algunos enchufes tipo banana tienen tornillos de fijación expuestos que están conectados eléctricamente al cable. Cuando se apilan tapones utilizando orificios transversales en un tapón, partes de la clavija del segundo tapón quedan expuestas. Otra razón por la que los conectores banana no están clasificados para uso en la red eléctrica es la falta de doble aislamiento de cables y conectores. Los peligros incluyen descargas eléctricas, electrocución, quemaduras por cortocircuitos accidentales y daños al equipo conectado.
Cuando la seguridad eléctrica es un problema, se utilizan enchufes y tomas de corriente con funda. Estos enchufes tienen fundas fijas o deslizantes u otros dispositivos para proteger al usuario del contacto accidental con conductores activos, pero siguen siendo en gran medida compatibles con el diseño original. Cuando se insertan, las fundas del enchufe y del zócalo se superponen completamente, asegurando que no quede expuesto ningún metal vivo. Ahora se requiere un diseño típico (IEC 61010) en los cables de prueba de multímetros y en varios otros tipos de equipos de medición y laboratorio. En este diseño, el conector tipo banana de metal está completamente enfundado en un tubo de plástico y se inserta en un conector profundamente empotrado en el multímetro. Alternativamente, el equipo puede utilizar un conector tipo banana macho profundamente empotrado, mientras que el cable de prueba utiliza un conector tipo banana enfundado. Además, el cable del cable de prueba debe estar fabricado con un aislamiento apto para voltajes más altos.